# Три волхва (подпольная группа)
«Три волхва» (чеш. Tři králové)  — группа чехословацкого движения сопротивления в период Второй мировой войны. Лидерами группировки являлись подполковники Йозеф Балабан, Йозеф Машин и капитан Вацлав Моравек. Работа организации началась осенью 1939 года и закончилась в марте 1942 года. Все участники погибли в ходе военных операций.

## Деятельность группировки
С началом Второй мировой войны в Чехословакии образовалось несколько организаций движения Сопротивления. В 1940 году многие из этих организаций были разгромлены, но в 1941 году продолжала активно действовать лишь одна чешская группа. Члены группы давали себе названия «Три мушкетёра», «Три музыканта», но в истории они остались под названием Tři králové — «Три волхва» (встречающийся перевод — «Три короля»).
«Три волхва» занимались сбором и передачей информации, которая осуществлялась с помощью курьеров, а после посредством передатчиков в Лондон президенту Эдварду Бенешу. Их организация выпускала запрещённые издания и организовывала саботажную деятельность на территории Протектората.
В сентябре 1939 года в Берлине перед правительственными объектами (полицейское управление на Александерплатц и министерство авиации на Лейпцигерштрассе) родственник Йозефа Машина — Цтибор Новак устроил несколько взрывов. Также они устранили несколько нацистских агентов в Праге. Среди них были как немцы, так и чехи. Они совершили неудачное покушение на рейхсфюрера СС Генриха Гиммлера. В планах у группы движения Сопротивления было взорвать поезд по прибытии его на вокзал. Взрыв произошёл 30 декабря 1940 года, но поезд задержался, и никто не пострадал.
Помимо контактов с эмигрантским руководством в Лондоне, Балабан и Моравек также поддерживали контакты с советскими дипломатами (на службе НКВД), которые легально действовали в Праге до вторжения Германии в СССР.
Весной 1941 года немецкий репортёр Пауль Тюммель сообщил группе, что на территории Чехословакии готовится нападение на СССР. «Волхвы» незамедлительно передали эту информацию в Лондон и, одновременно, советским резидентам в Праге. После чего произошла встреча Йозефа Балабана с советским разведчиком, который жил в Праге под именем Леонид Мохов. Он также передал ему список немецких агентов, которые совершали диверсии на территории Советского Союза.
Все члены группы были арестованы. Машин и Балабан были приговорены к смертной казни, Моравек умер от ранения, полученного во время перестрелки с нацистами.

## Память
• В Праге установлено несколько памятников и мемориальных досок, связанных с деятельностью группы.
• В 1998 году вышел чешский военный сериал «Три волхва» (чеш. Tři králové).
• В 2017 году почта Чехии выпустила марку «Tři králové» с изображением участников группировки в военной форме.